# Driehoeksgetal

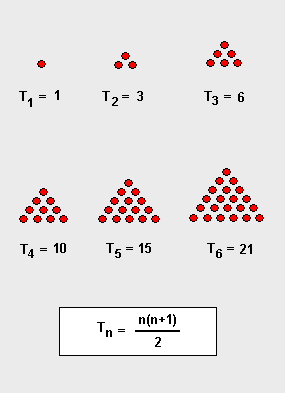
De eerste zes driehoeksgetallen

Een driehoeksgetal is een type veelhoeksgetal. Een driehoeksgetal kan grafisch worden weergegeven door een aantal stippen in een gelijkzijdige driehoek die gelijkmatig met die stippen wordt gevuld. 
Aangezien drie stippen in de vorm van een gelijkzijdige driehoek kunnen worden gelegd, is het getal 3 dus een driehoeksgetal. Het {\displaystyle n}-de driehoeksgetal is het aantal stippen in een driehoek waarbij {\displaystyle n} stippen op één zijde liggen. 3 is daarmee het tweede driehoeksgetal. Het eerste tiental driehoeksgetallen bestaat uit de gehele getallen:
{\displaystyle 0,\ 1,\ 3,\ 6,\ 10,\ 15,\ 21,\ 28,\ 36,\ 45}
De eerste zes hiervan worden in de figuur rechts weergegeven, waarbij het {\displaystyle 0}-de driehoeksgetal niet meetelt.
Een getal dat zowel een driehoeksgetal als een kwadraatgetal is, is een driehoekskwadraatgetal.

## Definitie
Het {\displaystyle n}-de driehoeksgetal {\displaystyle T_{n}} is de som van de gehele getallen {\displaystyle 1} tot en met {\displaystyle n}. In formule:
{\displaystyle T_{n}=1+2+3+\ldots +n=\sum _{i=1}^{n}i}
Met behulp van de somformule van Gauss volgt:
{\displaystyle T_{n}={\tfrac {1}{2}}n(n+1)}
Dit is geschreven als binomiaalcoëfficiënt: 
{\displaystyle T_{n}={n+1 \choose 2}}

## Toelichting
De binomiaalcoëfficiënt {\displaystyle {\tbinom {n+1}{2}}} is het aantal combinaties van 2 elementen uit een totaal van {\displaystyle n+1} elementen. Die combinaties kunnen als volgt onderverdeeld worden:
- Element 1 van de {\displaystyle n+1}  elementen wordt gekozen. Voor het tweede element blijven er dan nog {\displaystyle n} mogelijkheden over.
- Element 1 wordt niet gekozen, maar wel element 2. In dat geval zijn er voor het tweede element nog {\displaystyle n-1} mogelijkheden.
- De elementen 1 en 2 worden niet gekozen, maar wel element 3. Dan zijn er voor het tweede element nog {\displaystyle n-2} mogelijkheden.
- Zo voortgaande is te zien dat het totale aantal combinaties gelijk is aan:

{\displaystyle {n+1 \choose 2}=n+(n-1)+(n-2)+\ldots +2+1=T_{n}}

## Eigenschappen
- Het {\displaystyle n}-de driehoeksgetal is gelijk aan het aantal kanten in een volledige graaf met {\displaystyle n+1} knopen.
- Een getal {\displaystyle N} is een driehoeksgetal dan en slechts dan als {\displaystyle 8N+1} een kwadraat is.
- De som van twee opeenvolgende driehoeksgetallen is een kwadraat, bijvoorbeeld {\displaystyle T_{4}+T_{5}=10+15=25=5^{2}}.
- De som van de eerste {\displaystyle n} driehoeksgetallen is gelijk aan het {\displaystyle n}-de tetraëdergetal.
- Ieder natuurlijke getal, behalve 0, is te schrijven als som van ten hoogste drie driehoeksgetallen. Dit is in 1796 door Gauss bewezen.[2] Deze eigenschap is een bijzonder geval van de veelhoeksgetalstelling van Fermat.
- De som van alle omgekeerde driehoeksgetallen is:

{\displaystyle \sum _{n=1}^{\infty }{\frac {1}{{n^{2}+n} \over 2}}=2\sum _{n=1}^{\infty }{\frac {1}{n^{2}+n}}=2}
Dit volgt uit de telescoopsom:
{\displaystyle \sum _{n=1}^{\infty }{\frac {1}{n(n+1)}}=1}